# Leylie (cràter)
Leilie és un cràter de l'asteroide del tipus Amor (433) Eros, situat amb el sistema de coordenades planetocèntriques a -3 ° de latitud nord i 23.5 ° de longitud est. Fa un diàmetre de 1.9 km. El nom va ser fet oficial per la UAI l'any 2003 i fa referència a Leilie, amant de Majnoon al poema persa Leilie i Majnoon, de Jami (Khorasan, segle XV).